# Luigi Salvatori (politico)

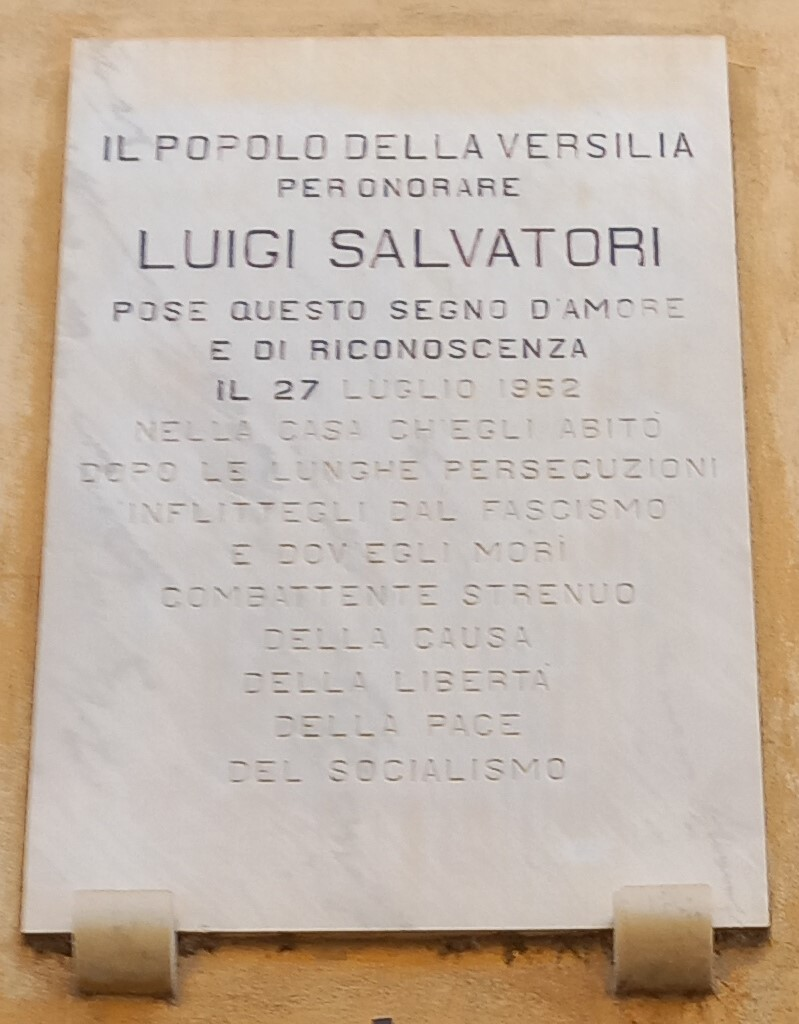
Lapide commemorativa a Pietrasanta

Luigi Salvatori (Seravezza, 21 febbraio 1881 – Pietrasanta, 20 luglio 1946) è stato un avvocato e politico italiano.